# Luke Evans
Luke Evans (n. 15 aprilie 1979) este un actor și cântăreț galez.

## Filmografie
| An   | Film                                      | Rol                         | Note                  |
| ---- | ----------------------------------------- | --------------------------- | --------------------- |
| 2003 | Taboo                                     | Billy                       | Video                 |
| 2009 | Don't Press Benjamin's Buttons            | Benjamin's Father           | Scurt                 |
| 2010 | Cowards and Monsters                      | Paul                        | Scurt                 |
| 2010 | Sex & Drugs & Rock & Roll                 | Clive Richards              |                       |
| 2010 | Clash of the Titans                       | Apollo                      |                       |
| 2010 | Robin Hood                                | Sheriff's Thug              |                       |
| 2010 | Tamara Drewe                              | Andy Cobb                   |                       |
| 2011 | Blitz                                     | DI Craig Stokes             |                       |
| 2011 | The Three Musketeers                      | Aramis                      |                       |
| 2011 | Immortals                                 | Zeus                        |                       |
| 2011 | Flutter                                   | Adrian                      |                       |
| 2012 | Ashes                                     | Crewcut                     |                       |
| 2012 | The Raven                                 | Inspector Emmett Fields     |                       |
| 2012 | No One Lives                              | Driver                      |                       |
| 2012 | The Hobbit: An Unexpected Journey         | Girion, Lord of Dale        |                       |
| 2013 | Fast & Furious 6                          | Owen Shaw                   |                       |
| 2013 | The Hobbit: The Desolation of Smaug       | Bard / Girion, Lord of Dale |                       |
| 2013 | The Great Train Robbery                   | Bruce Reynolds              | Serial TV: 2 episoade |
| 2014 | Dracula Untold                            | Vlad Țepeș/Dracula          |                       |
| 2014 | The Hobbit: The Battle of the Five Armies | Bard                        | Post-producție        |
| 2015 | High Rise                                 |                             | Post-producție        |

2017 
Beauty and the Beast
Gaston

## Premii și nominalizări
| An   | Premiu                          | Categorie                          | Rezultat     | Lucrare                             |
| ---- | ------------------------------- | ---------------------------------- | ------------ | ----------------------------------- |
| 2014 | Monte-Carlo Television Festival | Outstanding Actor in a Mini-Series | Nominalizare | The Great Train Robbery (2013 film) |
| 2014 | Acapulco Black Film Festival    | Best Ensemble Cast                 | Nominalizare | Furious 6                           |